# Hans Erkendal
Hans Carl-Gustav Jesus Erkendal, född 11 april 1963 i Brännkyrka församling, Stockholm, är en svensk musiker.
Erkendal är sångare i bandet Sapporo 72 och tidigare i Mobile Homes. Han är även en av skaparna bakom popbandet West End Girls. Han har gjort den alternativa videon till Kents "Idioter", 2009. Hans Erkendal är far till Isabelle Erkendal.